# Crédit Agricole (wielerploeg)/2002
Deze pagina geeft een overzicht van de wielerploeg Crédit Agricole in 2002.
| Naam                                 | Geboortedatum | Nationaliteit    | Ploeg 2001              |
| ------------------------------------ | ------------- | ---------------- | ----------------------- |
| Frédéric Bessy                       | 09-01-1972    | Frankrijk        |                         |
| Florent Brard                        | 07-02-1976    | Frankrijk        | Festina                 |
| Yoann Charpenteau                    | 04-01-1979    | Frankrijk        | Crédit Agricole Espoirs |
| Jérémy Dartus (Stagiair vanaf 01-09) | 11-04-1983    | Frankrijk        | -                       |
| Pierrick Fédrigo                     | 30-11-1978    | Frankrijk        |                         |
| Cédric Hervé                         | 14-11-1979    | Frankrijk        |                         |
| Sébastien Hinault                    | 11-02-1974    | Frankrijk        |                         |
| Thor Hushovd                         | 18-01-1978    | Noorwegen        |                         |
| Lilian Jégou (Stagiair vanaf 01-09)  | 20-01-1976    | Frankrijk        | -                       |
| Christopher Jenner                   | 03-11-1974    | Nieuw-Zeeland    |                         |
| Anthony Langella                     | 24-04-1974    | Frankrijk        |                         |
| Eric Leblacher                       | 21-03-1978    | Frankrijk        | beloften                |
| Christophe Le Mével                  | 11-09-1980    | Frankrijk        | beloften                |
| Ludovic Martin                       | 17-03-1976    | Frankrijk        |                         |
| Christophe Moreau                    | 12-04-1971    | Frankrijk        | Festina                 |
| Anthony Morin                        | 27-06-1974    | Frankrijk        |                         |
| Jérôme Neuville                      | 15-08-1975    | Frankrijk        |                         |
| Stuart O'Grady                       | 06-08-1973    | Australië        |                         |
| Benoît Poilvet                       | 27-08-1976    | Frankrijk        |                         |
| Yann Tournier                        | 26-10-1978    | Frankrijk        | Crédit Agricole Espoirs |
| Jonathan Vaughters                   | 10-06-1973    | Verenigde Staten |                         |
| Jens Voigt                           | 17-09-1971    | Duitsland        |                         |

## Overwinningen
Criterium International
3e etappe: Jens Voigt
Vierdaagse van Duinkerke
4e etappe: Christophe Moreau
Ronde van Frankrijk
18e etappe: Thor Hushovd
Commonwealth Games
Stuart O'Grady
Nationale kampioenschappen
Noorwegen (tijdrit): Thor Hushovd
Ronde van de Ain
2e etappe: Thor Hushovd
Ronde van de Limousin
4e etappe: Pierrick Fédrigo
Boucles de l'Aulne
Christopher Jenner
Dauphiné Libéré
6e etappe: Christophe Moreau
Parijs-Corrèze
3e etappe: Pierrick Fédrigo

## Teams

### Tour Down Under
15 januari–20 januari
- [1.] Stuart O'Grady
- [2.] Jonathan Vaughters
- [3.] Christopher Jenner
- [4.] Sébastien Hinault
- [5.] Anthony Langella
- [6.] Frédéric Bessy
- [7.] Pierrick Fédrigo
- [8.] Anthony Morin

### Ronde van Langkawi
1 februari–10 februari
- [21.] Jens Voigt
- [22.] Yohann Charpenteau
- [23.] Christophe Le Mével
- [24.] Ludovic Martin
- [25.] Benoît Poilvet
- [26.] Yann Tournier
- [27.] —

### Ster van Bessèges
6 februari–10 februari
- [71.] Anthony Morin
- [72.] Pierrick Fédrigo
- [73.] Thor Hushovd
- [74.] Christopher Jenner
- [75.] Anthony Langella
- [76.] Florent Brard
- [77.] Stuart O'Grady
- [78.] Jonathan Vaughters

### Ronde van de Middellandse Zee
13 februari–17 februari
- [57.] Florent Brard
- [58.] Stuart O'Grady
- [59.] Jonathan Vaughters
- [60.] Pierrick Fédrigo
- [61.] Thor Hushovd
- [62.] Christopher Jenner
- [63.] Anthony Langella
- [64.] Frédéric Bessy

### Tirreno-Adriatico
14 maart–20 maart
- [61.] Yohann Charpenteau
- [62.] Pierrick Fédrigo
- [63.] Anthony Langella
- [64.] Florent Brard
- [65.] Ludovic Martin
- [66.] Cédric Hervé
- [67.] Yann Tournier
- [68.] Jonathan Vaughters

### Milaan-San Remo
23 maart
- [61.] Frédéric Bessy
- [62.] Yohann Charpenteau
- [63.] Sébastien Hinault
- [64.] Thor Hushovd
- [65.] Christopher Jenner
- [66.] Anthony Langella
- [67.] —
- [68.] Yann Tournier

### Ronde van Vlaanderen
7 april
- [171.] Yohann Charpenteau
- [172.] Pierrick Fédrigo
- [173.] Cédric Hervé
- [174.] Sébastien Hinault
- [175.] Thor Hushovd
- [176.] Christopher Jenner
- [177.] —
- [178.] Anthony Morin

### Ronde van Duitsland
3 juni–9 juni
- [131.] Jens Voigt
- [132.] Yohann Charpenteau
- [133.] Pierrick Fédrigo
- [134.] —
- [135.] Thor Hushovd
- [136.] Anthony Langella
- [137.] Stuart O'Grady
- [138.] Yan Tournier

### Ronde van Frankrijk
6 juli–28 juli
- [61.] Christophe Moreau
- [62.] Frédéric Bessy
- [63.] Sébastien Hinault
- [64.] Thor Hushovd
- [65.] Anthony Langella
- [66.] Anthony Morin
- [67.] Stuart O'Grady
- [68.] Jonathan Vaughters
- [69.] Jens Voigt

### Ronde van León
7 augustus–11 augustus
- [141.] Cédric Coutouly
- [142.] Denis Robin
- [143.] Eric Leblacher
- [144.] Geoffroy Lequatre
- [145.] Mickael Malle
- [146.] Ludovic Lanceleur
- [147.] —
- [148.] —

### Ronde van de Toekomst
5 september–14 september
- [1.] Thor Hushovd
- [2.] Yohann Charpenteau
- [3.] Cédric Coutouly
- [4.] Pierrick Fédrigo
- [5.] Eric Leblacher
- [6.] Geoffroy Lequatre

### Ronde van Polen
9 september–15 september
- [65.] Anthony Langella
- [66.] Florent Brard
- [67.] Sébastien Hinault
- [68.] Christopher Jenner
- [69.] Benoît Poilvet
- [70.] Christophe Moreau
- [71.] Anthony Morin
- [72.] Jens Voigt

1999 · 2000 · 2001 · 2002 · 2003 · 2004 · 2005 · 2006 · 2007 · 2008